# 술의 나라
《술의 나라》는 2003년 4월 9일부터 2003년 5월 29일까지 방송되었던 SBS 수목 드라마이다. 전통주 개발을 둘러싼 젊은이들의 열정과 사랑을 극화한 작품이다. 40%의 압도적인 시청률을 기록하는 기염을 토한 올인의 후속작으로 첫회 시청률 15.8%을 기록하며 순조로운 출발을 보였으나 14.7%로 종영했다.
게다가, 방송 도중 작가가 교체되는 수모를 겪었다.

## 등장 인물

### 주요 인물
- 김재원 : 서준 역 (아역 맹세창)
- 김민정 : 이선희 역 (아역 이세영)
- 최강희 : 송애령 역
- 이동욱 : 송도일 역

### 그 외 인물
- 박인환 : 이진평 역
- 이정길 : 송 회장 역
- 박병훈 : 이종언 역
- 길용우 : 서태관 역
- 경인선 : 오혜란 역
- 김하연 : 서연 역
- 조형기 : 임재복 역
- 김규철 : 길수 역
- 안연홍
- 박은숙 : 옥점 역
- 최민
- 맹봉학
- 김승민
- 송옥숙 : 송도일 母 역

## 참고 사항
- 해당 작품과 비슷한 내용[3]으로 KBS 1TV 인간극장 <그 집에는 술이 있다>가 있는데[4] 이 파트의 연출자 이영국 PD는 <술의 나라>와 경쟁한 KBS 2TV 장희빈 연출자[5]였다.

## 수상 경력
- 2003년 SBS 연기대상 뉴스타상 이동욱